# 国鉄タム80形貨車
国鉄タム80形貨車（こくてつタム80がたかしゃ）は、かつて日本国有鉄道（国鉄）に在籍した私有貨車（タンク車）である。
本形式より改造され別形式となったタム20080形についても本項目で解説する。

## タム80形
タム80形は、クレオソート専用の15t積タンク車として1949年（昭和24年）7月28日から1961年（昭和36年）1月12日にかけて5両（タム80 - タム84）が習志野製作所、日立製作所、富士重工業の3社にて製造された。
本形式の他にクレオソートを専用種別とする形式にはタ1000形（48両）、タ2400形（3両）、タム20080形（2両、後述）、タサ500形（84両）、タキ1600形（1両）、タキ2700形（5両）、タキ2750形（5両）の7形式があった
落成時の所有者は、山陽木材防腐、三池合成工業（社名はその後三井化学工業、三井コークス工業と変遷した）の2社でありそれぞれの常備駅は、室蘭本線の室蘭駅、鹿児島本線の大牟田駅であった。
1953年（昭和28年）3月6日に山陽木材防腐所有車2両（タム80, タム81）が日商化学工業へ名義変更された。
1968年（昭和43年）8月に2両（タム80, タム81）がタム20080形（タム20080,タム20081）へ改称された。（後述）
貨物列車の最高速度引き上げが行われた1968年（昭和43年）10月1日ダイヤ改正対応のため、軸ばね支持方式が二段リンク式に改造され、最高運転速度は65km/hから75km/hへ引き上げられた。
1979年（昭和54年）10月に制定された化成品分類番号では、「93」（有害性物質、可燃性のもの）が標記された。
キセ（外板）なしドーム付きタンク車であり、荷役方式はマンホールによる上入れ、吐出管による下出し式である。
塗色は、黒であり、全長は7,800mm、全幅は2,432mm、全高は3,397.5mm、軸距は3,900mm - 4,000mm、実容積は14.0m3-14.9m3、自重は9.0t - 11.0t、換算両数は積車2.6、空車1.0、車軸は12t長軸であった。
1981年（昭和56年）10月26日に最後まで在籍した車2両（タム83, タム84）が廃車になり同時に形式消滅となった。

### 年度別製造数
各年度による製造会社と両数、所有者は次のとおりである。（所有者は落成時の社名）
- 昭和24年度 - 2両
  - 習志野製作所 2両 山陽木材防腐（タム80 - タム81）
- 昭和26年度 - 1両
  - 日立製作所 1両 三池合成工業（タム82）
- 昭和36年度 - 2両
  - 富士重工業 2両 三池合成工業（タム83 - タム84）

## タム20080形
タム20080形はクレオソート専用の15t積みタンク私有貨車である。
当初タム80形の軸ばね支持装置は一段リンク式であったが、貨物列車の最高速度引き上げが行われた1968年（昭和43年）10月1日ダイヤ改正対応のため、2両（タム83,タム84）は二段リンク式に改造したが、2両（タム80,タム81）の未改造の車が残り区別のため別形式（タム20080形）とした。車番は現番号に「20000」を加えて「タム20080,タム20081」となった。改造内容は標記類の書き換え以外なにもなく、むしろ本形式の方が本来のタム80形ともいえる。タム82は同年7月26日に用途廃止（廃車）となった。
所有者は日商化学工業であり、東室蘭駅を常備駅として運用された。
1979年（昭和54年）10月より化成品分類番号、「93」（有害性物質、可燃性のもの）が標記された。
塗色は、黒であり黄色（黄1号）の帯を巻いている。全長は7,800mm、実容積は14.9m3、自重は11.0t、換算両数は積車2.6、空車1.0、最高運転速度は65km/h、車軸は12t長軸であった。
1978年（昭和53年）頃に最後まで在籍した車が廃車となり同時に形式消滅となった。